# Bernardine Weber

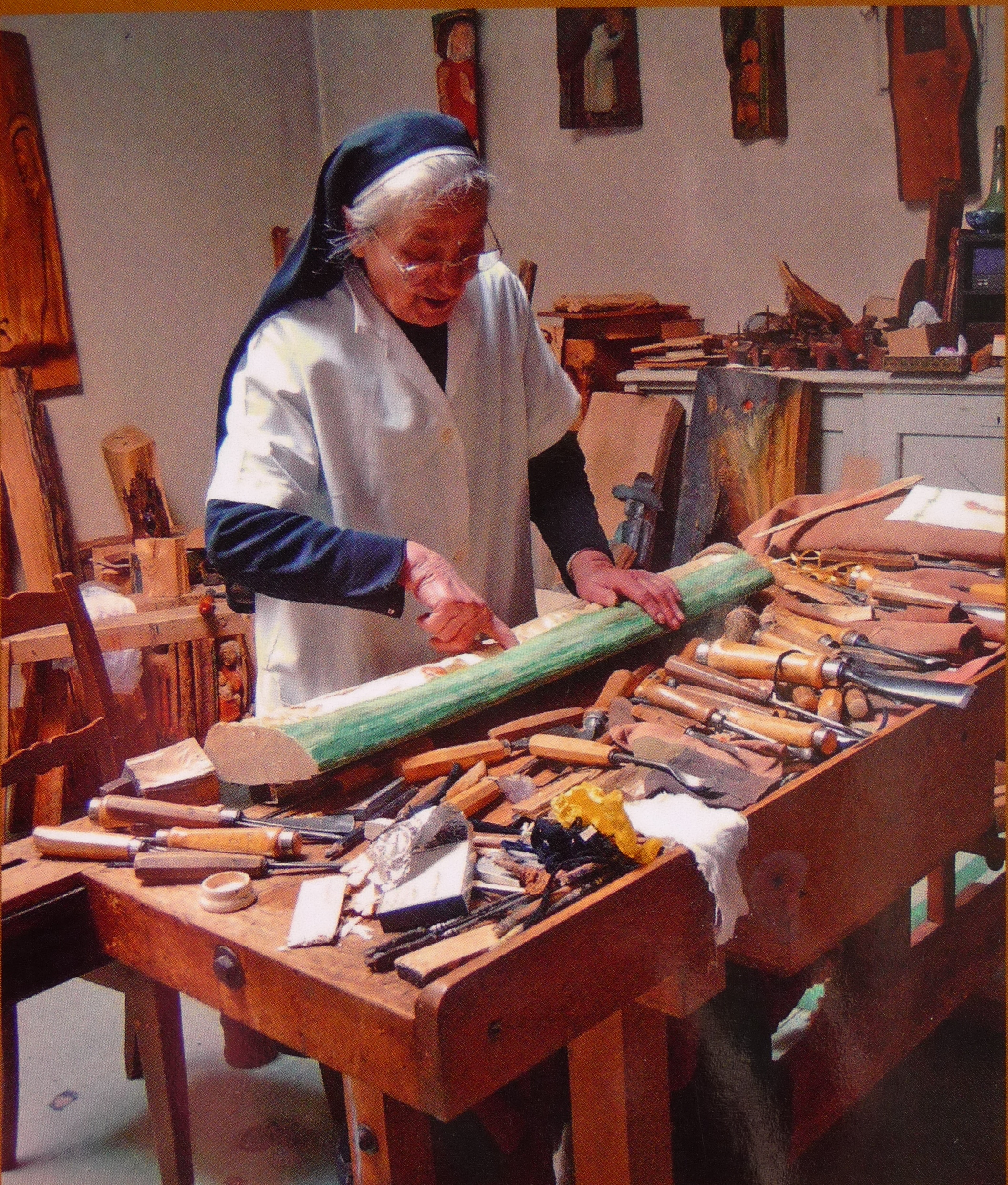
Bernardine Weber in ihrem Atelier

Bernardine Weber (* 7. April 1919 in Zilling bei Hengersberg; † 28. März 2012 in München) war eine deutsche  Holzbildhauerin und Ordensschwester.

## Leben

### Frühe Jahre und Ausbildung
Rosa Weber, so ihr Taufname, war das achte von neun Kindern eines ärmlich lebenden Holzarbeiters. Prägend war ihre frühe Kindheit in Zilling, einem kleinen Dorf bei Hengersberg, am Eingang zum Bayerischen Wald. Ihre Lehrerin in der Volksschule  wurde auf das aufgeweckte Mädchen aufmerksam und verschaffte ihr ein Stipendium für den Besuch des Lyzeums bei den Englischen Fräulein in Wasserburg am Inn. Für die Elfjährige bedeutete dies einen schmerzhaften Einschnitt ihres Lebens. Der Aufenthalt im Internat der Klosterschule (1930–1936) weckte ihr „Heimweh nach dem Holz“. Nach dem erfolgreichen Schulbesuch absolvierte sie von 1937 bis 1939 eine Ausbildung als Erzieherin am Institut der Englischen Fräulein in Haag. Dieser Beruf war eher zufällig gewählt, weil nach ihrer Aussage „g’rad kein anderer Beruf offen stand …“. Als sie während dieser Zeit das erste Mal mit Ton arbeitete, formulierte sie ihren Berufswunsch vor ihrer Klasse: „… ich weiß jetzt endlich, was ich werden will, ich werde Bildhauerin.“

### Eintritt ins Kloster und Zweiter Weltkrieg
Am 25. August 1939 trat Rosa Weber in den Orden der Englischen Fräulein in München-Nymphenburg ein. Dabei wurde ihr der Namen Bernardine erteilt. Ihr Ziel war, in die Mission nach Indien zu gehen, „nicht um Heiden zu bekehren, sondern um Kapellen auszugestalten mit Figuren, […] nicht mit Malereien, sondern nur mit Figuren.“ Dieser Wunsch wurde mit dem Ausbruch des Zweiten Weltkriegs zerstört. Stattdessen fand sie Einsatz als Krankenpflegerin, nachdem das Schulgebäude des Ordens vom NS-Regime zum „Hilfskrankenhaus Nymphenburg an der Maria-Ward-Straße“ umfunktioniert worden war. Von der Eröffnung im März 1940 bis über das Kriegsende hinaus versorgte sie zusammen mit ihrem Mitschwestern „hoffnungslos Kranke“, die von anderen Münchner Kliniken als Pflegefälle abgeschoben wurden. Mangels eines Personenaufzugs mussten die hoffnungslos Kranken während der Luftangriffe von den Ordensfrauen in die Schutzräume im Keller getragen werden. Wie ihre Mitschwestern ging Bernardine Weber dabei bis ans Ende ihrer körperlichen Kräfte.

### Studium

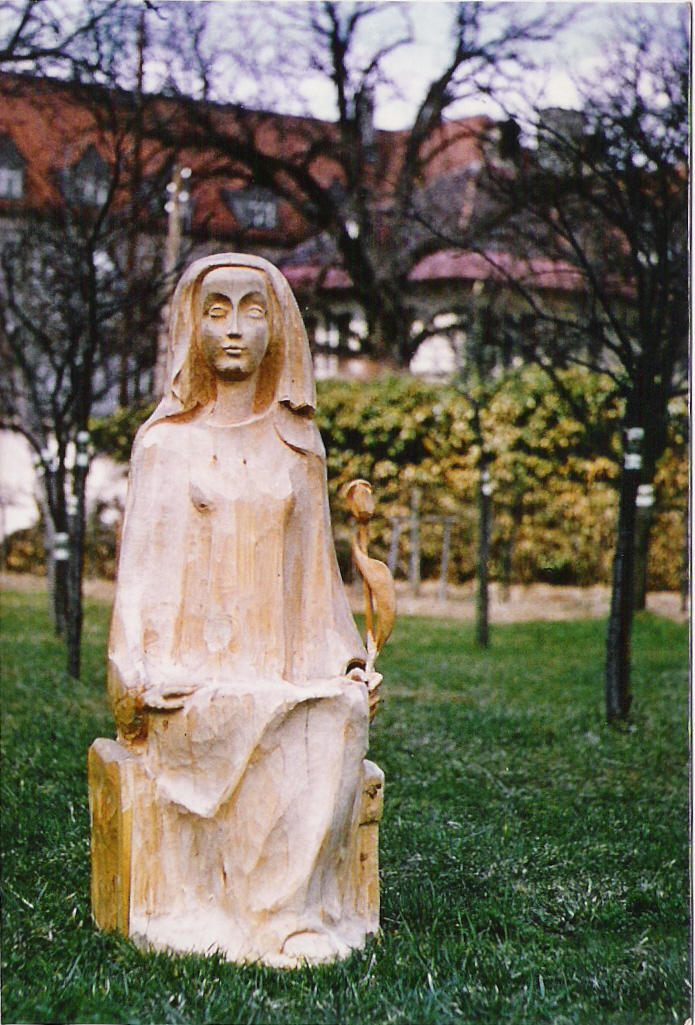
Sitzendes Mädchen mit Tulpe, 1950. Bernardine Webers Abschlussarbeit als Meisterschülerin von Josef Henselmann

Nach dem Ende des Zweiten Weltkriegs trat sie an die Provinzoberin ihrer Ordensgemeinschaft mit dem Wunsch heran, eine akademische Ausbildung als Bildhauerin zu erhalten. Die Genehmigung erfolgte unter der Bedingung, die Aufnahmeprüfung im ersten Anlauf zu schaffen. 1946 machte sie die Aufnahmeprüfung an der Akademie der Bildenden Künste München und bestand. Es folgte ein Studium in der Klasse von Josef Henselmann. Daneben wurde sie im weiterhin bestehenden Hilfskrankenhaus Nymphenburg als Nachtwache und Hilfskrankenschwester eingesetzt. In der Klasse Henselmanns befanden sich fast durchweg Kriegsteilnehmer, wie Max Faller, Josef Hamberger und Anton Rückel. Henselmann stand für die Auseinandersetzung zwischen überlieferter Form und modernen Tendenzen. Der Unterricht fand vormittags, häufig mit Aktstudien, statt. Der Nachmittag stand den Studierenden für den Besuch von Ausstellungen und Diskussionen zur freien Verfügung. Bernadine Weber entdeckte den für sie passenden Werkstoff: „Nachdem mir das Aktstudium und der Umgang mit Lehm zu langweilig waren, bin ich hergegangen und hab‘ gleich Holz genommen …“.

### Kloster

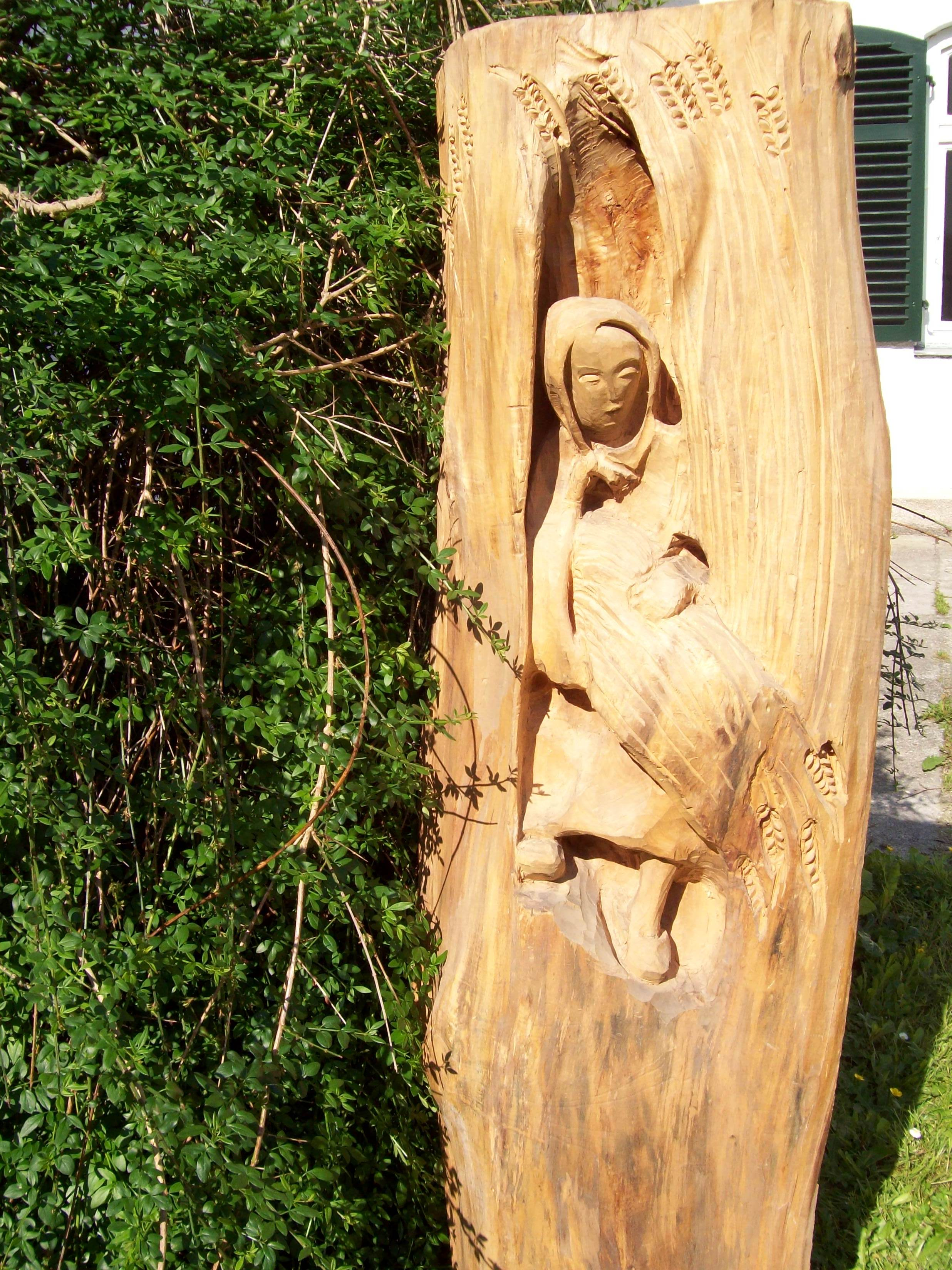
Frau im Ährenfeld, symbolisierend den Augenblick des Innehaltens nach getaner Arbeit

Bernardine Weber legte am 24. August 1941 die Erstprofess und am 23. August 1947 die Ewigprofess ab. Nach dem Abschluss ihres Kunststudiums im Jahre 1950 arbeitete sie am Institut der Englischen Fräulein in München-Nymphenburg vormittags als Bildhauerin, nachmittags war sie als Erzieherin für die 13- bis 15-jährigen Internatszöglinge tätig.

### Künstlerisches Schaffen
Prägend für Bernadine Webers Werk wurde die Begegnung mit dem Bildhauer und Grafiker Karl Knappe im Jahr 1950. Er sah in der Natur das Medium des Göttlichen, die den Menschen etwas vom Wesen der Schöpfung erahnen lässt. Der Baum stand bei ihm für die Ordnung der Welt. Bei der Betrachtung ihrer Arbeiten wurde ihm bewusst, dass sie ihre Werke wie er aus der Struktur des Holzes heraus „im Stamm“ erarbeitete. Der 1933 von NS-Regime mit Berufsverbot geächtete Künstler wurde ihr Vorbild und Meister. Die beiden arbeiteten von 1952 bis 1963 zusammen in Webers Nymphenburger Atelier. Dabei entwickelte sie, ihrem Dasein als Ordensfrau entsprechend, eine besondere Form der Spiritualität. Anregungen zu Mädchen- und Frauengestalten erhielt sie auch während ihrer Tätigkeit im Internat.

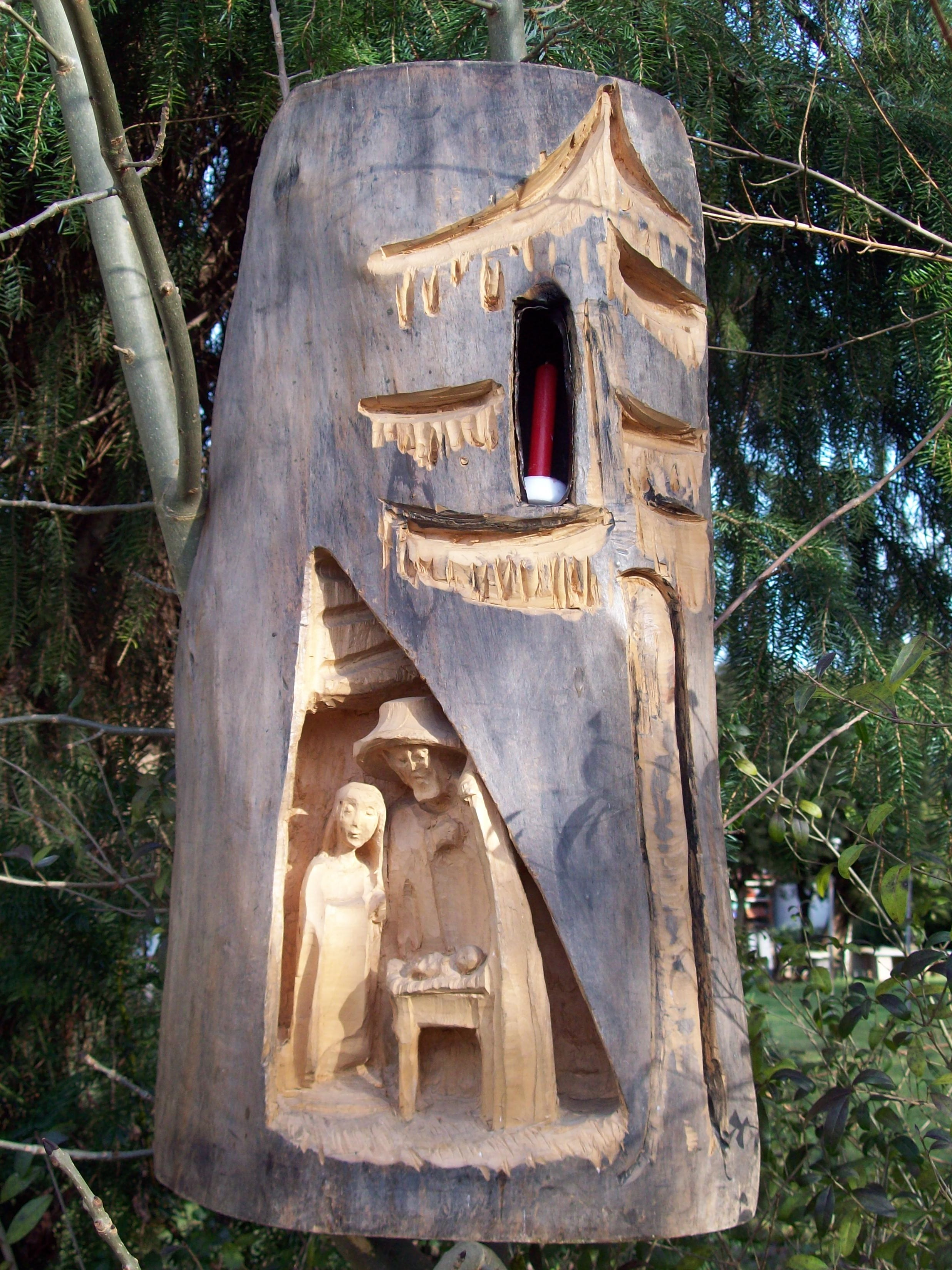
Bernardine Webers persönliche „Lieblingskrippe“

Bernadine Webers Hauptschaffensphase war 1950 und 1970. Es entstanden Auftragswerke für den privaten und sakralen Bereich sowie Einzelstücke. Sie schuf Plastiken von Kindern und Tieren sowie zahlreiche religiöse Motive wie Kreuze, Krippen, Marien- und Christusfiguren, ganze Kreuzwege oder Kirchenausstattungsgegenstände wie Tabernakel oder Ambos. Das Lindenholz dafür stammte häufig aus ihrer unmittelbaren Umgebung, dem Schlosspark Nymphenburg. In ihrer Heimat Hengersberg erinnert ein vor ihrem Elternhaus platziertes Werk, ein weiteres steht im Freien unter einem Baum.
Ihr Werk umfasst 437 von der Congregatio Jesu erfasste Skulpturen. Im Alter wurde Bernadine Weber zunehmend durch Krankheit an der Arbeit großformatiger Skulpturen gehindert. Sie starb im Kloster München-Nymphenburg der Congregatio Jesu (Maria-Ward-Straße 11) und fand ihre letzte Ruhestätte auf dem Nymphenburger Friedhof. In der Klosterkirche der Englischen Fräulein an der Maria-Ward-Straße sind mehrere Arbeiten von Bernardine Weber zu sehen. Ihr weitgehend belassenes Atelier liegt ebenfalls an der Maria-Ward-Straße. Dort wurden ausgesuchte Kunstwerke ihres Œuvres bis Oktober 2017 regelmäßig der Öffentlichkeit gezeigt.

### Nachlass und Würdigung
Im Februar 2012 wurde in der Niederlassung der Congregatio Jesu in München-Nymphenburg eine Werkschau mit Skulpturen von Sr. Bernardine eröffnet, die aufgrund von Baumaßnahmen zum Jahresende 2017 schloss. Im Frühjahr 2019 wurde die Künstlerin mit drei Ausstellungen gewürdigt: in der Kirche der Congregatio Jesu in München-Nymphenburg, im Zentrum St. Michael und im Eisernen Haus im Schlosspark Nymphenburg.

## Werke (Auswahl)
- Sitzendes Mädchen mit Tulpe (1950)
- Maria Verkündigung (1951)
- Mädchen mit Licht (1954)
- Kreuz (1954)
- Guter Hirt (1955)
- Madonna im Hollerbusch (1955)
- St. Raphael (1955)
- Fliegender Schwan (1955)
- Kreuzwegstationen (1956)
- Maria Ward in der Kutsche (1957)
- Mädchen mit Schmetterling (1958)
- Mädchen mit Blütenzweig (1959)
- Frühling (1959)
- Mädchen Ährenbündel tragend (1959)
- Mädchen unterm Kastanienbaum (1960)
- Krippe – Relief (1961)
- Frau mit Holzbündel (1962)
- Heiliger Joseph (1963)
- Ambo mit Priesterstuhl (1967)
- Madonna mit Kind (1968)
- Kreuzweg – Relief (1975)
- Hl. Geisttaube (1976)
- Krippe (1976), Herz-Jesu-Kirche (München)
- Maria mit Kind (1979)
- Wiederkommender Christus (1980)
- Pieta (1980)
- Reichertshofer Heilige (1982), Pfarrkirche St. Margaretha in Reichertshofen
- Kreuzweg (1985), Pfarrkirche St. Margaretha in Reichertshofen
- Heiliger Geist-Relief (2004)